# Face it (Pade)
Face it (zie het onder ogen) is een compositie van de Deense componiste Else Marie Pade uit het jaar 1970.
Pade heeft gedurende de Tweede Wereldoorlog in het Deense verzet gezeten, de groep werd geleid door haar pianolerares. Ze is opgepakt door de Gestapo en uiten treuren ondervraagd en gemarteld; ze werd opgesloten in het kamp Frøslev en waarschijnlijk was ze gedeporteerd naar een van de concentratiekampen als de oorlog niet op haar eind liep. Vijfentwintig jaar later kwam ze met deze compositie en deze lijkt geschreven te zijn als waarschuwing voor de wederopkomst van het fascisme en nieuwe belangstelling voor het nazisme in gebieden in de wereld, ook in Denemarken.

## De muziek
Er zijn drie stemmen:
- het werk wordt op de achtergrond voorzien van een slagen op een kleine trom; de slagen veranderen niet van karakter, maar door de opbouw van de overige stemmen in deze compositie wordt ze steeds dreigender;
- een tweede stem in het werk wordt gevoerd door de verteller; deze herhaalt steeds "Hitler is niet dood" (Hitler er ikke død); deze zin wordt steeds herhaald en brengt de muziek in de minimal music-hoek; de zin brengt in tegenstelling tot de strekking van het verhaal een zekere trance teweeg. Hitler is niet dood is hier niet letterlijk bedoeld, maar staat voor dat zijn gedachtegoed nog steeds wordt gebruikt; de tekst wordt alleen onderbroken door de derde stem
- de derde stem wordt verzorgd door Hitler zelf; een toespraak van hem is elektronisch bewerkt; in het begin zijn het onverstaanbare losse flarden, die overstemd worden door de tweede stem; echter de stem krijgt steeds meer invloed op de gehele compositie en overstemt uiteindelijk alles met een volledige tekst en de uitroepen Hitler! Hitler! Heil! De derde stem vormt het musique concrete-onderdeel van de compositie.

## Vergelijkend werk
Het werk kan gezien worden op de stukken die als aanklacht tegen de Tweede Wereldoorlog zijn geschreven, zoals Een overlevende uit Warschau van Arnold Schönberg, de derde symfonie van Henryk Gorecki en Luigi Nonos Il canto sospeso. Vergelijkbaar werk qua stemvoering is It's gonna rain van Steve Reich, waarin de stem aanzet tot minimal music.

## Discografie
- Uitgave Dacapo: een opname uit 1962 van de Deense Radio; verbeterd in 2002 in Aarhus; spreker Peter Steen

## Bron
- de bovenstaande compact disc